# Colomascirtus ptychodactylus
Espèce
Statut de conservation UICN

 CR B2ab(iii) : 
En danger critique
Synonymes
- Hyla ptychodactyla Duellman & Hillis, 1990
- Hyloscirtus ptychodactylus Faivovich, Haddad, Garcia, Frost, Campbell, and Wheeler, 2005

Colomascirtus ptychodactylus est une espèce d'amphibiens de la famille des Hylidae.

## Répartition
Cette espèce est endémique d'Équateur. Elle se rencontre vers 2 320 m d'altitude sur le versant Pacifique de la cordillère Occidentale à Pilaló, canton de Pujilí dans la province de Cotopaxi,.

## Publication originale
- Duellman & Hillis, 1990 : Systematics of frogs of the Hyla Larinopygion group . Occasional papers of the Museum of Natural History, vol. 134, p. 1–23 (texte intégral).